# Consorzio di tutela dei vini d'Abruzzo
Il Consorzio di Tutela dei Vini d'Abruzzo è un'associazione senza scopo di lucro che ha l'obiettivo di difendere e valorizzare i vini abruzzesi a denominazione di origine controllata e ad indicazione geografica tipica. Il Consorzio di Tutela dei Vini d'Abruzzo è stato costituito nel 2002 e ha sede legale a Ortona. Sono associati al Consorzio di Tutela dei Vini d'Abruzzo oltre 130 tra viticoltori, vinificatori e imbottigliatori abruzzesi. 

## Attività
In virtù dello statuto  approvato dal Ministero delle politiche agricole alimentari e forestali in data 4 giugno 2012, il Consorzio di Tutela dei Vini d'Abruzzo svolge attività di salvaguardia e controllo delle denominazioni DOP (DOC e DOCG) e IGT del territorio regionale abruzzese, in fase di produzione - assicurando il rispetto dei relativi disciplinari - e di commercializzazione - vigilando sull'eventuale insorgere di illeciti amministrativi.
Inoltre, il Consorzio può indirizzare gli operatori di settore in merito all'area legislativa e coordinarne le attività. 

### Vini protetti
Il Consorzio esercita le sue funzioni di tutela in merito alle denominazioni DOC:
- Montepulciano d'Abruzzo
- Trebbiano d'Abruzzo
- Cerasuolo d'Abruzzo
- Abruzzo
- Villamagna

Il Consorzio esercita le sue funzioni di tutela in merito alle denominazioni IGT:
- Colline Pescaresi
- Colline Teatine
- Colline Frentane
- Colli del Sangro
- Del Vastese o Histonium
- Terre di Chieti
- Terre Aquilane o Terre de L'Aquila